# زیستگاه فضای عمیق

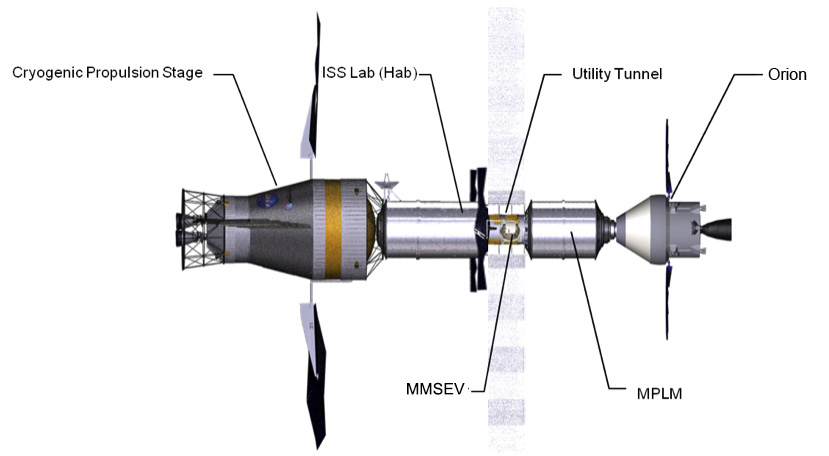
HAB/MPLM 500 روزه با مرحله رانش برودتی

زیستگاه فضایی عمیق (DSH) مجموعه‌ای از مفاهیم ناسا است که برای پشتیبانی از ماموریت‌های اکتشافی خدمه به ماه، سیارکها و در نهایت مریخ استفاده می‌شود.

## پیکربندی

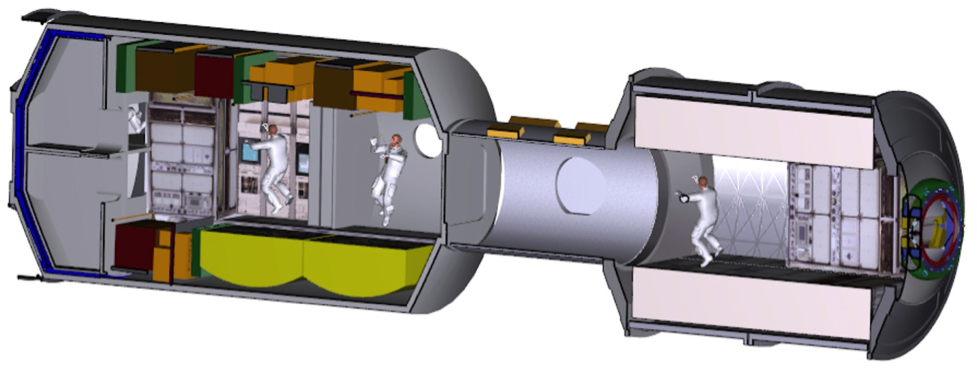
HAB/MPLM سکونتگاه اعماق فضایی برگرفته از ISS

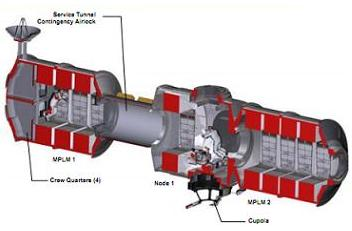
زیستگاه فضای عمیق MPLM/Node1 مشتق از ISS

### HAB/MPLM
MPLM مخفف ماژول لجستیک چند منظوره است.
- مأموریت ۶۰ روزه - نوع اصلی مأموریت ۶۰ روزه شامل یک مرحله پیشرانه برودتی (CPS)، ماژول آزمایشگاهی مشتق شده از ISS Destiny و یک قفل هوایی/تونل است. علاوه بر این، یک سفینه پشتیبانی مخصوص مأموریت، مانند فلکس‌کرافت یا وسیله نقلیه اکتشافی فضایی چند مأموریتی (MMSEV) به قفل هوایی/تونل متصل می‌شود. آزمایشگاه مشتق شده از دستینی هم اتاق خدمه و هم اجزای ECLSS را در خود جای داده‌است.[۳]
- مأموریت ۵۰۰ روزه - نوع مأموریت ۵۰۰ روزه شامل همان زیستگاه خدمه ۶۰ روزه و اندازه خدمه است. افزایش انبوه از افزودن یک ماژول لجستیک چند منظوره (MPLM) برای فراهم کردن ذخیره‌سازی اضافی برای مدت طولانی مأموریت ناشی می‌شود.[۳] طول آن ۸ متر و قطر آن ۴٫۵ متر خواهد بود.[۳]

## کاردستی پشتیبانی پیشنهادی

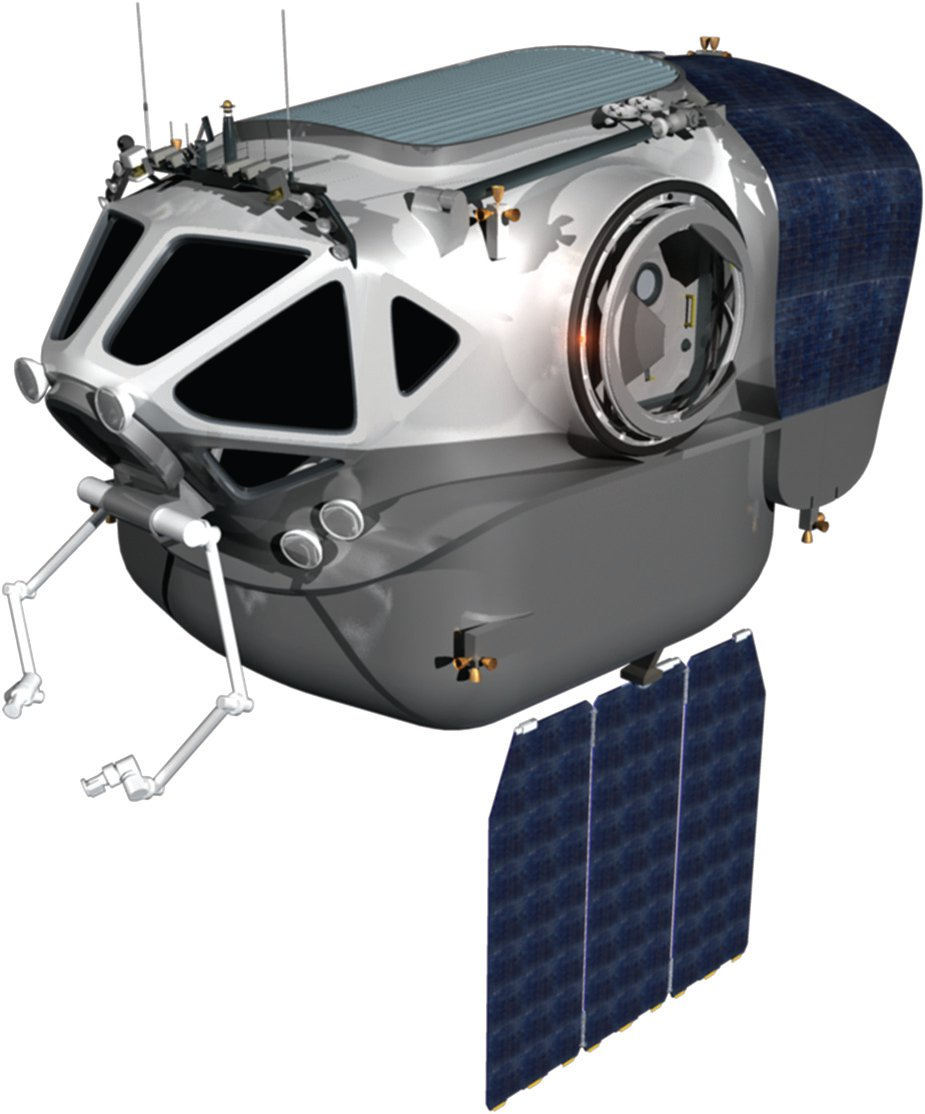
MMSEV

- Orion توسط ناسا، لاکهید مارتین و ایرباس دیفنس اند اسپیس برای سفرهای اعماق فضا توسط خدمه توسعه یافته‌است. این هواپیما قادر به حمل ۴ خدمه است و می‌تواند سرعت ورود مجدد از مسیرهای ماه یا مریخ را تحمل کند.
- MMSEV - یک سفینه خدماتی طراحی شده توسط ناسا.[۴] توانایی پشتیبانی از خدمه دو نفره تا ۲ هفته و داشتن پوشش مناسب برای فعالیت‌های خارج از خودرو (EVA).